# Crystal Palace Trophy

Le Crystal Palace Trophy est une course de Formule 1 et de Formule 2 qui s'est tenue dans les années 1950 et 1960 sur le circuit de Crystal Palace à Londres en Angleterre. 

## Palmarès
| Année   | Vainqueur     | Voiture   | Catégorie | Résultats |
| ------- | ------------- | --------- | --------- | --------- |
| 1953    | Tony Rolt     | Connaught | Formule 1 | Résultats |
| 1954    | Reg Parnell   | Ferrari   | Formule 1 | Résultats |
| 1955-61 | Inconnu       | Inconnu   | Formule 2 |           |
| 1962    | Innes Ireland | Lotus     | Formule 1 | Résultats |